# MS St. Louis
O MS St. Louis foi um transatlântico alemão mais conhecido por uma única viagem, em 1939, em que seu capitão, Gustav Schröder, tentou encontrar um abrigo para 937 refugiados judeus alemães depois de terem sido impedidos de entrar em Cuba, Estados Unidos e Canadá, até que finalmente foram aceitos em vários países da Europa. Historiadores estimam que, após o seu regresso à Europa, cerca de um quarto dos passageiros do navio morreram em campos de concentração implantados pela Alemanha nazista. O evento foi o tema de um livro de 1974 chamado Voyage of the Damned, de Gordon Thomas e Max Morgan-Witts, e foi adaptado para um filme norte-americano de mesmo título, lançado em 1976.
Construído pelos estaleiros Bremer Vulkan em Bremen para a Hamburg America Line, o St. Louis era um navio movido a diesel e devidamente referido com o prefixo "MS" ou "MV", mas também era conhecido como "SS St. Louis". O navio foi nomeado em homenagem ao rei Luís IX de França, também homônimo da cidade de St. Louis, no Missouri. O St. Louis regularmente navegava a rota transatlântica entre Hamburgo, na Alemanha, e Halifax, no Canadá, e Nova York, nos Estados Unidos, e fazia cruzeiros para as Índias Ocidentais. O navio foi construído tanto para o serviço transatlântico quanto para cruzeiros de lazer.

## Viagem de 1939
O St. Louis partiu de Hamburgo para Cuba em 13 de maio de 1939. O navio sob o comando do capitão Gustav Schröder estava transportando 937 refugiados que procuram asilo contra perseguição nazista. Após a chegada do navio em Cuba, o governo cubano liderado pelo presidente Federico Laredo Brú se recusou a aceitar os refugiados estrangeiros. Embora os passageiros tivessem comprado vistos legais, eles não puderam entrar Cuba como turistas (leis relacionadas aos vistos de turista tinham sido alteradas recentemente) ou como refugiados que procuram asilo político.

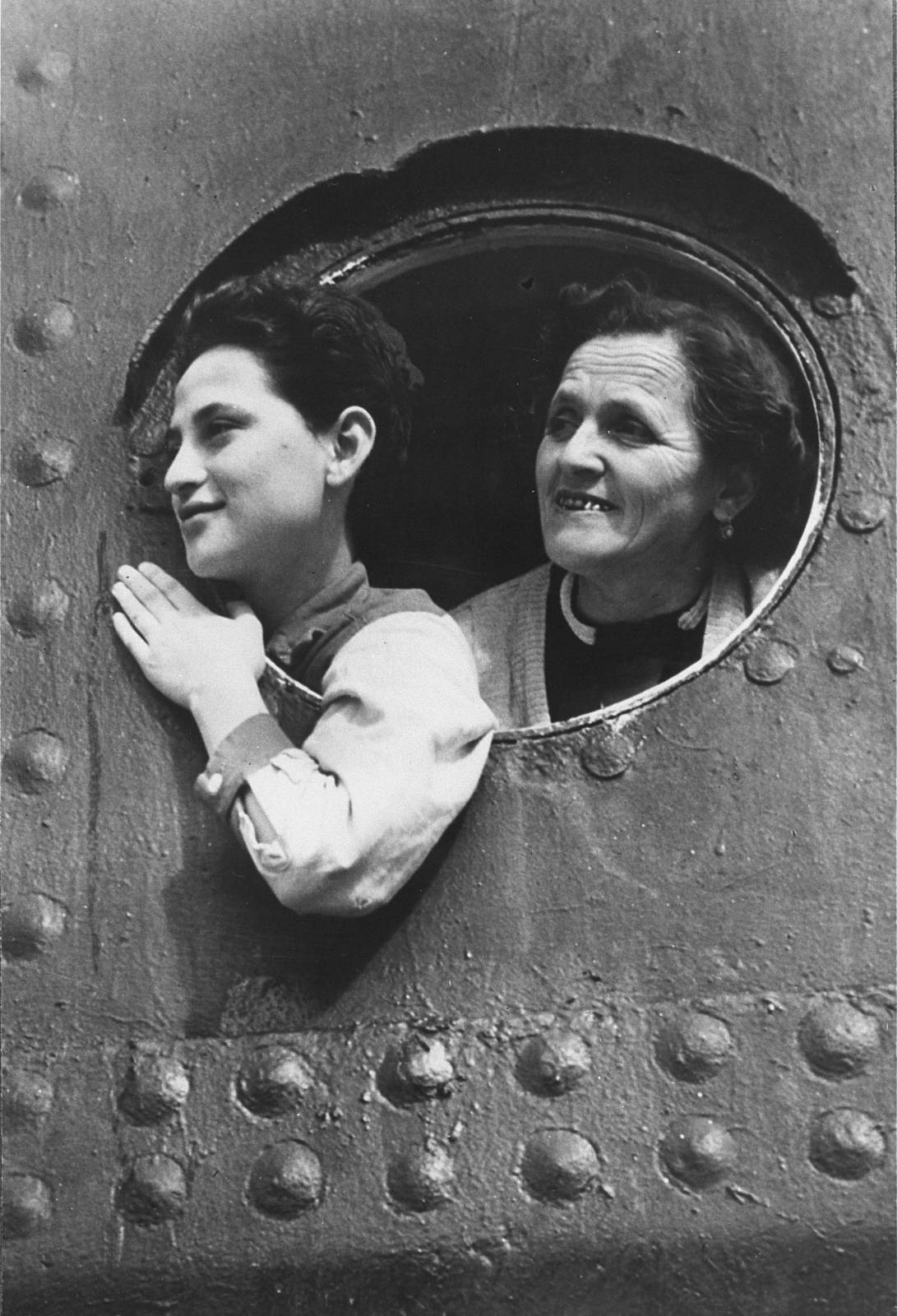
Refugiadas judias fotografadas enquanto o St Louis atracava no porto de Havana, Cuba, 1939.

Ao serem proibidos de desembarcar em Cuba, o capitão Schröder levou o navio e seus passageiros para a Flórida, nos Estados Unidos. Algumas histórias contam que em 4 de junho de 1939, Schröder acreditava ter sido impedido de tentar desembarcar o St. Louis na costa da Flórida. O material dessa época é conflitante. Segundo os autores Rabbi Ted Falcon e David Blatner em Judaism for Dummies, quando o "O St. Louis foi se afastou de Cuba ... os Estados Unidos não só se recusaram a permitir sua entrada, como ainda dispararam um tiro de advertência para mantê-lo longe da costa da Flórida." Legalmente, refugiados não podiam entrar nos Estados Unidos com vistos de turistas, já que eles não tinham endereço de retorno. O governo estadunidense aprovou a Lei de Imigração de 1924 que restringiu o número de "novos" imigrantes de leste e sul da Europa. Em última análise, os Estados Unidos não previam a entrada de refugiados.
Quando o St. Louis foi impedido de desembarcar nos Estados Unidos, um grupo de acadêmicos e clérigos no Canadá tentou convencer o primeiro-ministro do país, William Lyon Mackenzie King, a fornecer abrigo aos passageiros do navio, já que a embarcação estava a apenas dois dias de Halifax, na Nova Escócia. No entanto, autoridades de imigração canadenses e ministros hostis à imigração de judeus persuadiu o primeiro-ministro em 9 de junho a não intervir na questão.
Autoridades estadunidenses trabalharam com o Reino Unido e outros países europeus para encontrar refúgio para os passageiros na Europa. O navio retornou à Europa e atracou em Antuérpia, na Bélgica, em 17 de junho de 1939. O Reino Unido concordou em assumir 288 dos passageiros, que desembarcaram e viajaram para o Reino Unido em outros navios. Depois de muita negociação, Schröder conseguiu que os 619 passageiros restantes fossem autorizados a desembarcar em Antuérpia, 224 foram aceitos pela França, 214 pela Bélgica e 181 pelos Países Baixos. Eles pareciam estar a salvo da perseguição de Hitler. Sem seus passageiros, o navio retornou a Hamburgo e os judeus sobreviveram à guerra. No ano seguinte, após a invasão alemã da Bélgica e da França, em maio de 1940, todos os judeus nesses países estavam em risco novamente, incluindo os refugiados do St. Louis.
Usando as taxas de sobrevivência para os judeus em vários países, Thomas e Morgan-Witts, os autores de Voyage of the Damned, estima-se que 180 dos refugiados St. Louis na França, 152 na Bélgica e 60 nos Países Baixos sobreviveram ao Holocausto. Juntamente com os passageiros que desembarcaram no Reino Unido. Dos 936 refugiados originais (um homem morreu durante a viagem), cerca de 709 sobreviveram e 227 foram mortos.
Pesquisas posteriores feitas por Scott Miller e Sarah Ogilvie do Museu Memorial do Holocausto dos Estados Unidos descobriram que poucas pessoas sobreviveram e estimam 254 mortes:
"Dos 620 passageiros do St. Louis que retornaram para a Europa continental, determinou-se que oitenta e sete conseguiram emigrar antes da Alemanha invadir a Europa Ocidental em 10 de maio de 1940. Duzentos e cinquenta e quatro passageiros na Bélgica, França e Países Baixos após essa data morreram durante o Holocausto, a maioria dessas pessoas foram assassinadas nos campos de extermínio de Auschwitz e Sobibor; o resto morreu em campos de concentração, ao se esconder ou tentar fugir dos nazistas. Trezentos e sessenta e cinco dos 620 passageiros que retornaram à Europa continental sobreviveu à guerra."

## Legado
Depois da guerra, o capitão Gustav Schröder foi condecorado com a Ordem do Mérito da República Federal da Alemanha. Em 1993, Schröder foi postumamente nomeado como um dos Justos entre as nações, no Memorial do Holocausto de Yad Vashem, em Israel. O navio foi adaptado como uma acomodação naval alemã entre 1940 e 1944. Ele foi bastante danificado pelos bombardeios aliados em Kiel em 30 de agosto de 1944, mas foi reparado e usado como um navio hotel em Hamburgo em 1946. O navio foi desmontado em 1952.